# Copa Sanwa Bank de 1995
A Copa Sanwa Bank de 1995 foi a segunda edição desta competição amistosa de futebol. Organizada pela JFA, foi disputada entre o Tokyo Verdy, na época Verdy Kawasaki, então bicampeão da J. League em 1993 e 1994 e tricampeão da Copa da Liga Japonesa em 1992, 1993 e 1994, e o Grêmio Foot-Ball Porto Alegrense, campeão da Copa do Brasil de 1994. O Grêmio foi o primeiro e único clube brasileiro a disputar este torneio, e igualmente foi o único clube das Américas a conquistá-lo.
A partida foi transmitida para todo território japonês. Apesar da grande nevasca ocorrida horas antes, mais de 27 mil espectadores assistiram a partida.
Foi o segundo de quatro títulos do tricolor entre agosto de 1994 e agosto de 1995 (12 meses), sendo antecedido pela Copa do Brasil e sucedido pelo Gaúcho e Libertadores.

## Repercussão

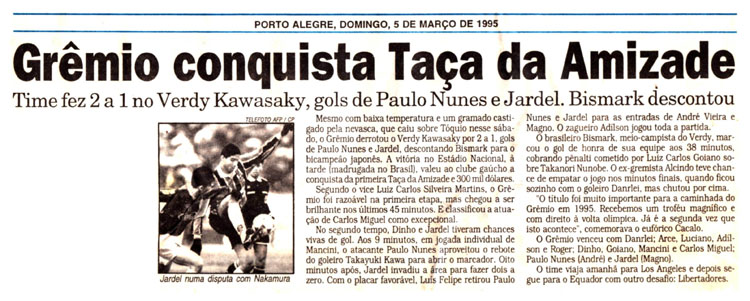
Zero Hora, 05/03/1995

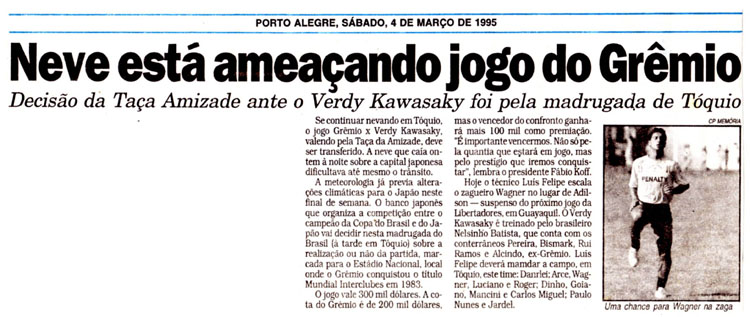
Zero Hora, 04/03/1995

## Participantes
| Tokyo Verdy |  | Bicampeão da J. League: 1993 e 1994 |
| Grêmio      |  | Campeão da Copa do Brasil: 1994     |

## Final
| 4 de março de 1995 | Tokyo Verdy | 1 – 2 | Grêmio               | Estádio Nacional de Tóquio, Tóquio (Japão) |
|                    | Bismarck    |       | Paulo Nunes · Jardel | Público: 27,038                            |

| Tokyo Verdy | Grêmio |

| TOKYO VERDY:      |  |             |  |                 |
|                   |  |             |  |                 |
| G                 |  | Fujikawa    |  |                 |
| LD                |  | Ishikawa    |  |                 |
| Z                 |  | Pereira     |  |                 |
| Z                 |  | Tsunami     |  |                 |
| LE                |  | Nakamura    |  |                 |
| V                 |  | Hashiratani |  |                 |
| M                 |  | Bismarck    |  |                 |
| M                 |  | Kitazawa    |  | Substituído     |
| M                 |  | Nunobe      |  |                 |
| A                 |  | Kazuyoshi   |  | Substituído     |
| A                 |  | Alcindo     |  |                 |
| Substituição:     |  |             |  |                 |
| M                 |  | Hironaga    |  | Entrou em campo |
| V                 |  | Tshiwka     |  | Entrou em campo |
| Treinador:        |  |             |  |                 |
| Nelsinho Baptista |  |             |  |                 |

| GRÊMIO:             |  |                |  |                 |
|                     |  |                |  |                 |
| G                   |  | Danrlei        |  |                 |
| LD                  |  | Arce           |  |                 |
| Z                   |  | Luciano        |  | Substituído     |
| Z                   |  | Adílson        |  |                 |
| LE                  |  | Roger          |  |                 |
| V                   |  | Dinho          |  |                 |
| V                   |  | Goiano         |  |                 |
| M                   |  | Vagner Mancini |  |                 |
| M                   |  | Carlos Miguel  |  |                 |
| A                   |  | Paulo Nunes    |  |                 |
| A                   |  | Jardel         |  |                 |
| Substituição:       |  |                |  |                 |
| Z                   |  | Rivarola       |  | Entrou em campo |
| Treinador:          |  |                |  |                 |
| Luiz Felipe Scolari |  |                |  |                 |

| Copa Sanwa Bank 1995       |
| -------------------------- |
| Grêmio Campeão (1º título) |